# Bluefield (Virginia Occidental)
Bluefield es una ciudad ubicada en el condado de Mercer en el estado estadounidense de Virginia Occidental. En el Censo de 2010 tenía una población de 394 habitantes y una densidad poblacional de 17,18 personas por km².

## Geografía

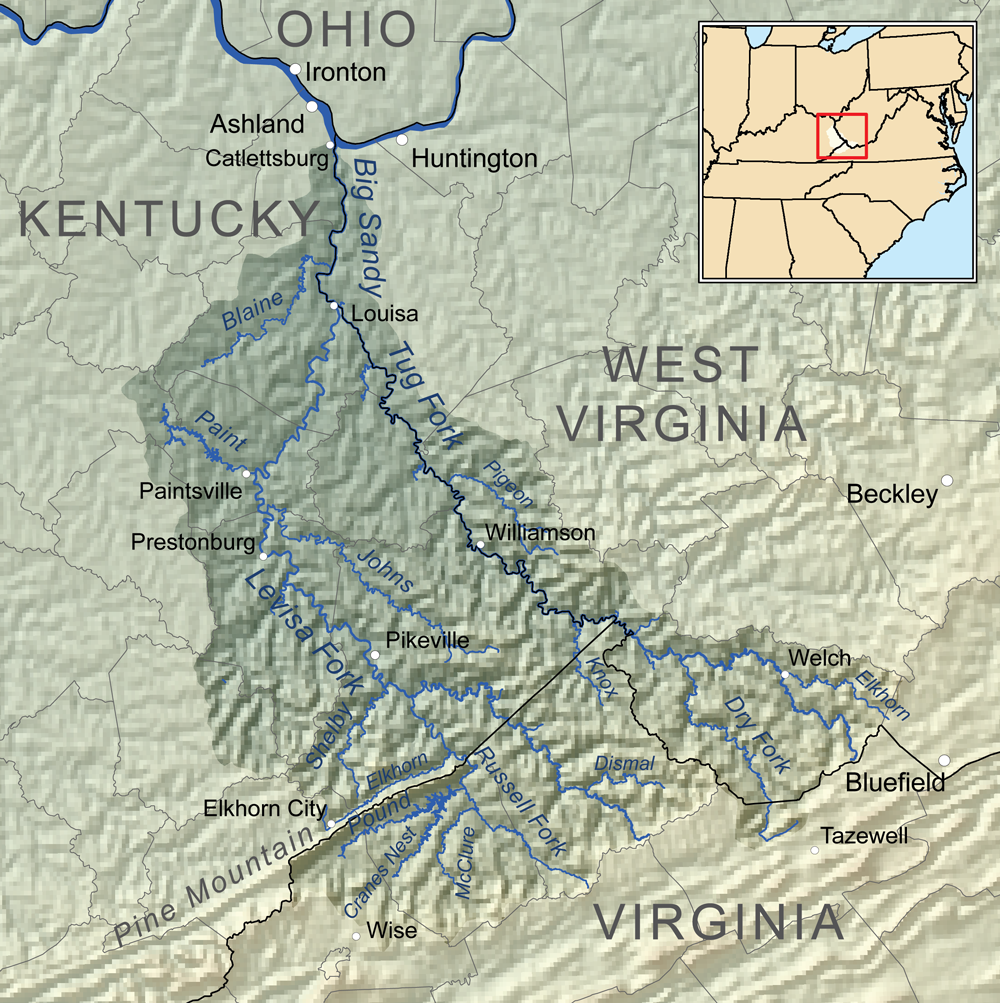
Mapa del río Big Sandy en el que aparece abajo a la derecha Bluefield

Bluefield se encuentra ubicada en las coordenadas 37°15′47″N 81°12′39″O / 37.26306, -81.21083, al suroeste del estado, junto a la frontera con Virginia. Según la Oficina del Censo de los Estados Unidos, Bluefield tiene una superficie total de 22.94 km², de la cual 22.94 km² corresponden a tierra firme y (0%) 0 km² es agua.

## Demografía
Según el censo de 2010, había 394 personas residiendo en Bluefield. La densidad de población era de 17,18 hab./km². De los 394 habitantes, Bluefield estaba compuesto por el 1955.08% blancos, el 610.15% eran afroamericanos, el 7.11% eran amerindios, el 12.94% eran asiáticos, el 0% eran isleños del Pacífico, el 5.08% eran de otras razas y el 61.17% pertenecían a dos o más razas. Del total de la población el 24.37% eran hispanos o latinos de cualquier raza.